# W29 (Kernwaffe)
Die W29 war ein geplanter nuklearen Gefechtskopf der USA.
Der Gefechtskopf wurde ab 1954 unter der Bezeichnung TX-29 im Los Alamos National Laboratory gemeinsam von der U.S. Army und der U.S. Air Force entwickelt. Ziel war ein Gefechtskopf für ballistische Raketen mit kurzer Reichweite, wie die SM-64 Navaho. Weiterhin gab es Planungen den Gefechtskopf mit Raketen größerer Reichweite wie der Redstone einzusetzen.  Der Sprengkopf sollte etwa 1955 in Dienst gestellt werden.
Begleitende Studien hatten dann aufgezeigt, dass es schwierig werden würde einen Gefechtskopf mit dem gewünschten Gewicht zu entwickeln. Die Entwicklung des TX-29 wurde zunächst gestoppt um die Ergebnisse der Operation Teapot (Februar bis Mai 1955) auszuwerten, welche das Ziel hatte Atombomben mit niedriger und mittlerer Sprengkraft zu erproben. Mitte 1955 wurde das Projekt endgültig eingestellt, da es sinnvoller erschien die bestehende Mark 15-Atombombe leichter zu machen. Dieses Nachfolgemodell wurde als  W39 bzw. der Prototyp TX-15-X3 entworfen.

## Technische Daten
- Länge: 145 cm
- Gewicht: 1200 kg (3500 lb)